# Allium galileum
Allium galileum är en amaryllisväxtart som beskrevs av Brullo, Guglielmo, Pavone och Cristina Salmeri. Allium galileum ingår i släktet lökar, och familjen amaryllisväxter.
Artens utbredningsområde är Israel. Inga underarter finns listade i Catalogue of Life.